# Berta z Bingen

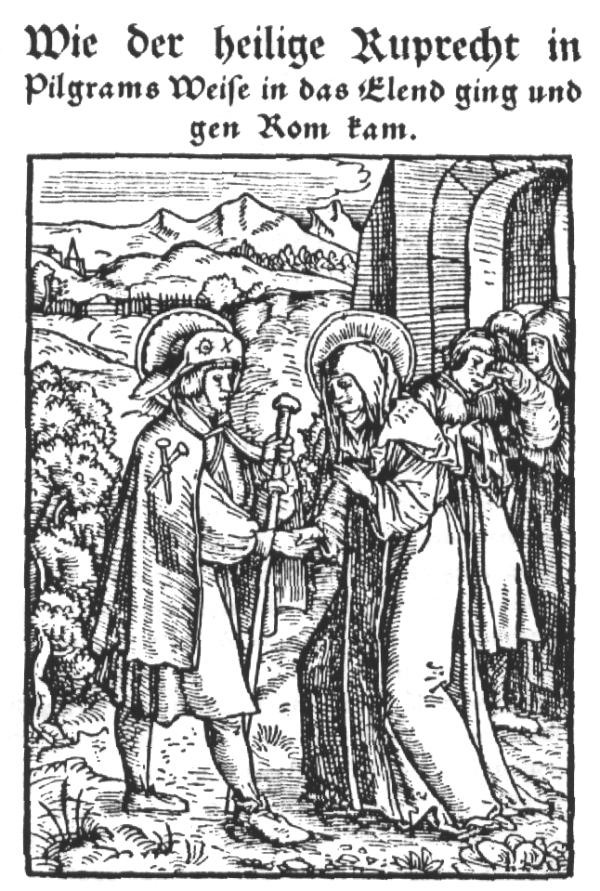
Berta i jej syn Rupert

Berta z Bingen właśc. Bertha von Bingen (zm. 757) – niemiecka święta kościoła katolickiego, matka św. Ruperta z Bingen.
Berta była córką Pepina II, księżniczką Lotaryngii. Miała duże majątki nad Renem i rzeką Nahe. Została żoną pogańskiego księcia Robolda. Ze związku z nim miała syna Ruperta – późniejszego świętego. Jej mąż nie chciał się nawrócić, dlatego jej syn był poganinem aż do śmierci Robolda, który zmarł w dzieciństwie Ruperta. Potem Berta przekazała wiarę synowi. Pomagała Rupertowi w jego działalności charytatywnej (m.in. prowadzeniu przytułku i hospicjum). Po śmierci swego syna kontynuowała jego działalność.
Po odbyciu pielgrzymki do Rzymu, sprzedała swój majątek, który rozdała i spędziła resztę życia jako pustelniczka w pobliżu Bingen. Po śmierci syna żyła jeszcze 25 lat.
Została pochowana obok swego syna w Bingen. Jej wspomnienie obchodzone jest 15 maja (wraz z Rupertem). Jej kult został spopularyzowany przez Hildegardę z Bingen, która żyła 300 lat później i spisała życiorys Ruperta i Berty.